# Mandaluyong

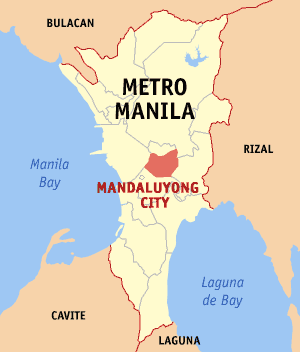
Bản đồ vùng đô thị Manila với vị trí của Mandaluyong

Mandaluyong là một thành phố của Philippines và ở vào vị trí trung tâm của vùng đô thị Manila. Mandaluyong được công nhận là thành phố từ năm 1994. Hiện nó là thành phố trực thuộc trung ương, đô thị loại 1 đô thị hóa cao của Philippines. Mandaluyong là nơi Ngân hàng Phát triển châu Á đóng trụ sở chính. Thành phố còn là một trung tâm thương mại lớn của vùng đô thị Manila.
Mandaluyong rộng 21,26 km², có 278.474 dân (năm 2000).
Website chính thức của thành phố: http://www.mandaluyong.gov.ph/ Lưu trữ ngày 25 tháng 10 năm 2011 tại Wayback Machine